# Robert Glenn Palmer
Robert Glenn Palmer (?, 1945) is een Amerikaans componist, muziekpedagoog en dirigent.

## Levensloop
Palmer studeerde aan het "Davidson College" in Davidson (North Carolina) en behaalde aldaar zijn Bachelor of Music. Vervolgens studeerde hij aan de Florida State University in Tallahassee en promoveerde tot Doctor of Musical Arts in compositie. Zijn compositiedocenten waren onder anderen John Boda en Carlisle Floyd. Hij werd dirigent van de harmonieorkesten van de "Brevard High School" en is docent voor muziektheorie aan het Brevard College sinds 1988 en eveneens aan het Brevard Music Center in Brevard. 
Hij was voorzitter van de sectie voor harmonieorkesten van de "North Carolina Music Educators Association" van 1993 tot 1995 en werd in 2004 uitgekozen voor de "Hall of Fame" van deze organisatie. 
Palmer werkt als docent tijdens cursussen en clinics. Als componist schreef hij werken voor orkest, harmonieorkest, koren en kamermuziek. 

## Composities

### Werken voor orkest
- Voices from the Psalms, voor gemengd koor en orkest

### Werken voor harmonieorkest
- 1988 Celebration, voor harmonieorkest
- 2002 Land of Rest
- 2005 Toccata in Dance Rhythm
- Concert Contrasts
- Overture on a Southern Hymn

### Kamermuziek
- 2002 Night Sounds, voor klarinet, marimba en piano
- 2005 Dreamscape, voor saxofoonkwartet
- 2007 Lyric Dances, voor trompet en piano